# Râul Ciorna
Ciorna est un curs de apă, afluent de dreapta al fluviului Nistru din Republica Moldova. Bazinul râului Ciorna se regăsește geomorfologic în regiunea de silvostepă a Podișului Nistrului, dezmembrat de vâlcele și ravene, cu versanți abrupți. Rețeaua hidrografică este alcătuită din râul principal, dintr-un afluent de stânga, pârâul Șestacilor și dintr-un șir de pâraie scurte (2-4 km lungime). Alimentarea râului este mixtă, predomină cea nivală.

## Defileul Mare al Ciornei
După ce străbate orașul Șoldănești, râul își face intrarea maiestuoasă în defileul adânc (în unele locuri acesta depășind adâncimea de 200 m), numit Marele Defileu al râului Ciorna.